# Transporte Urbano de Estepona
El servicio de Transporte Urbano de Estepona está operado por la empresa de transportes Avanza Movilidad Integral, y opera el servicio de autobús urbano, con tres líneas, en el municipio de Estepona (provincia de Málaga, España). 

## Historia
En 2012, tras varios años sin servicio de transporte urbano regular en la localidad, el ayuntamiento de Estepona sacó a concurso la concesión del transporte urbano. La única empresa que presentó candidatura fue Autocares Ricardo con la cual el consistorio firmó el convenio de transporte público, ya que cumplía con los requisitos. El servicio entró en funcionamiento el viernes 8 de febrero de 2013.
En 2024, el ayuntamiento de Estepona concedió el transporte urbano a la empresa de transportes Avanza Movilidad Urbana, modificando el servicio de dos a tres líneas hacia los diversos puntos del municipio con la novedad en el acceso al Polígono Industrial. Este servicio entró en funcionamiento el Lunes 19 de agosto de 2024.

## Actividad
El servicio está compuesto por tres líneas, la E-1 (Av. Litoral - Beverly Hills) que realiza un recorrido por la avenida Andalucía, entre las paradas de McDonald's y Beverly Hills. La E-2 (Av. Juan Carlos I - Hospital - Bermuda Beach) que conecta el casco urbano con urbanizaciones del término municipal de la costa oeste. Y por último, la E-3 (Av. Juan Carlos I - Cruce Benahavís) que conecta el casco urbano con las urbanizaciones del término municipal de la costa este en dirección a Marbella, finalizando su recorrido en la rotonda del cruce hacia el municipio de Benahavís.  El coste por viaje es de 1,20 euros por persona. Asimismo, los jóvenes y pensionistas podrán beneficiarse de bonificaciones de hasta el 50%, con el único requisito de estar empadronados en Estepona. Además con la tarjeta Avanza Costa del Sol podrán subir al servicio urbano por un precio de 0,70 euros por persona.

### Líneas
| Línea | Trayecto                                     |
| ----- | -------------------------------------------- |
| E-1   | Av. Litoral (McDonald's) - Beverly Hills     |
| E-2   | Av. Juan Carlos I - Hospital - Bermuda Beach |
| E-3   | Av. Juan Carlos I - Cruce Benahavís          |